# 茂兰疣螈
茂兰疣螈（学名：Tylototriton maolanensis），一种于中国贵州省荔波县茂兰国家级自然保护区发现的两栖动物，隶属于蝾螈科疣螈属。